# Minneapolis College of Art and Design
El Minneapolis College of Art and Design (també conegut per les seves sigles MCAD) és una universitat privada especialitzada en arts visuals i situada a Minneapolis, Minnesota. L'MCAD matricula uns 800 estudiants aproximadament cada any. És una de les poques escoles d'art importants que ofereix una especialització en art còmic.
L'escola va ser fundada el 1886 pels administradors de la Societat de Belles Arts de Minneapolis i originalment es va anomenar Escola de Belles Arts de Minneapolis. Douglas Volk (1856–1935), un destacat retratista estatunidenc que va estudiar a París amb el reconegut pintor i escultor francès Jean-Léon Gérôme (1824–1904), es va convertir en el primer president de l'escola. La seva classe inaugural es va fer en un apartament llogat al centre de Minneapolis i va tenir una matrícula de 28 estudiants, 26 dels quals eren dones.
El desembre de 1889, l'escola va trobar un espai més permanent a l'últim pis de la biblioteca pública de Minneapolis. El 1893, el destacat pintor i educador d'origen alemany Robert Koehler (1850–1917) es va traslladar de Nova York a Minnesota per convertir-se en president de l'escola. Durant els deu anys següents, va desenvolupar gran part del pla d'estudis que avui es coneix com l'àmbit de l'educació artística. A principis de segle, l'escola tenia dos professors i havia instituït un trimestre d'estiu, a més de classes nocturnes. El 1910, l'Escola de Belles Arts va canviar el seu nom a l'Escola d'Art de Minneapolis per reflectir el nou èmfasi en les arts aplicades.
El 1970, l'escola va ser rebatejada com a Minneapolis College of Art and Design per reflectir l'ampliació dels seus plans d'estudis de belles arts i arts liberals. En aquest moment, amb la matrícula de prop de 600 estudiants, la universitat havia superat les seves instal·lacions i el 1974 es va expandir en un edifici dissenyat per l'arquitecte modernista guanyador del premi Pritzker Kenzo Tange (1913-2005) com a part del nou "complex d'art" que incloïa la Companyia de Teatre Infantil i una important addició a l'Institut d'Arts de Minneapolis.

## Alumnes i professorat destacats
- Kinji Akagawa: escultor, gravador i educador d'arts més conegut per les construccions escultòriques que també compleixen una funció pràctica.
- Henry Bannarn: Artista més conegut pel seu treball durant el període Harlem Renaissance.
- Belle Baranceanu: Artista més coneguda per les seves pintures i murals.
- Tuesday Bassen: dissenyadora més coneguda pel seu segell homònim.
- Patrick Jennings Brady: Artista més conegut per organitzar els avantatges de Cig Art.
- Arnold Franz Brasz: pintor, escultor i gravador.
- Sarina Brewer: escultora coneguda pel seu ús innovador de materials relacionats amb la taxidèrmia i la formació del gènere de Rogue Taxidermy Art.
- Emma L. Brock: autora i il·lustradora infantil[5]
- Esther Bubley: fotògrafa especialitzada en fotografies expressives de gent normal a la vida quotidiana.
- Margaret Gove Camfferman: Pintora
- James Casebere: artista i fotògraf contemporani.
- Adolf Dehn: Litògraf que va ajudar a definir alguns moviments importants en l'art americà, incloent Regionalisme, Realisme social i caricatura.
- Gregory Euclide: Art contemporaniista i professor més conegut per crear l'obra de l'àlbum de Bon Iver, guanyador dels  Grammy al Millor artista nou.
- John Bernard Flannagan: Un dels primers practicants de la talla directa (també conegut com a taille directe) als Estats Units.
- Wanda Gág: Artista, autor, traductor i il·lustrador més conegut per escriure i il·lustrar el llibre infantil Millions of Cats.
- F. Keogh Gleason: decorador d'escenografia resident als estudis MGM durant més de 40 anys
- Samara Golden: artista de la instal·lació
- Mary GrandPré: il·lustradora més coneguda per les seves il·lustracions de portada i capítol dels llibres Harry Potter en les seves edicions dels Estats Units publicades per Scholastic.
- Theodore Haupt: Modernista pintor, escultor i muralista que va aconseguir el reconeixement per les portades de la seva revista New Yorker.
- Pao Houa Her (nascut el 1982), fotògraf
- Dan Jurgens: escriptor i artista de còmics conegut per les seves llargues publicacions als títols de Superman Les aventures de Superman i Superman (vol. 2).
- Clifton Karhu: impressora de xilografia amb seu al Japó, conegut per les seves representacions dels paisatges urbans de Kyoto i Kanazawa
- Vance A. Larson: pintor expressionista abstracte i retratista.
- P. Scott Makela: Dissenyador gràfic, dissenyador multimèdia i dissenyador de tipus especialment conegut pel disseny de Dead History, una tipografia postmoderna.
- Mark Mallman: Minnesota músic i compositor de pel·lícules.
- Linus Maurer: Dibuixant, il·lustrador i dissenyador de trencaclosques.
- Jin Meyerson: Artista amb predisposició per a la pintura a gran escala de gran detall.
- Chris Monroe: dibuixant, il·lustrador i autor més conegut per la seva tira còmica setmanal "Violet Days".
- George Morrison: pintor i escultor paisatgista i part d'un cercle d'expressionistes abstractes.
- Aribert Munzner: pintor abstracte germanoamericà
- Lisa Nankivil: més coneguda per les seves pintures a l'oli no figuratives de format ratllat i monoprints abstractes.
- Patricia Olson: Dissenyadora gràfica, pintora, art feminista i educadora les obres de la qual es classifiquen com a art figuratiu.
- Clara Elsene Peck: il·lustradora i pintora coneguda per les seves il·lustracions de dones i nens a principis del segle xx.
- Tania del Rio: Dibuixant que treballa principalment en còmics que ha treballat per a Archie Comics.
- James Rosenquist: Artista i un dels protagonistes del moviment pop-art.
- John Howard Sanden: Artista de retrats els temes del qual inclouen l'expresident George W. Bush i la primera dama Laura Bush.[6]
- Paul Shambroom: fotògraf el treball del qual explora el poder en les seves diverses formes.
- Aaron Spangler: escultor i gravador les escultures del qual estan tallades en blocs sòlids de tilo i acabades amb capes de gesso negre i grafit.
- Carol Spencer